# Лесная царевна
«Лесная царевна» — российский художественный фильм 2004 года.

## Сюжет
Фильм с традиционными героями волшебных русских народных сказок. Иван-царевич полюбил лесную царевну Марью. Но их счастью мешают тёмные злые силы: коварные и завистливые Ивановы братья Фёдор и Василий и обитающая в Марьином лесу нечисть: Баба-Яга, Леший, Кот Баюн и другие.

## В ролях
| Актёр                          | Роль                                                       |
| ------------------------------ | ---------------------------------------------------------- |
| Мария Куликова                 | Марья, лесная царевна                                      |
| Николай Мачульский (дебют)     | Иван, младший сын царя                                     |
| Анастасия Савосина (дебют)     | Синеглазка                                                 |
| Юрий Назаров                   | царь Гурьян                                                |
| Владимир Симонов               | царский советник                                           |
| Сергей Пинчук                  | Фёдор, брат Ивана                                          |
| Антон Кукушкин                 | Василий, брат Ивана                                        |
| Сергей Барковский              | Кабацкая Теребень                                          |
| Владимир Панков                | Петрушка / Жив-человек / слепец / ночной сторож / опричник |
| Михаил Полицеймако             | купец                                                      |
| Виктор Сергачёв                | леший                                                      |
| Галина Морачёва                | Баба-Яга                                                   |
| Константин Чепурин             | молодой царь                                               |
| Александр Самойлов             | воевода                                                    |
| Диана Шпак                     | маленькая девочка                                          |
| Юлия Яновская                  | розовощёкая девица                                         |
| Раш Виберг                     | Антип / Первый встречный (озвучил Рогволд Суховерко)       |
| Екатерина Лапина               | Марфутка, служанка                                         |
| Дальвин Щербаков               | Сват Наум (голос)                                          |
| Артём Смола (Артемий Прощенко) | второй скоморох                                            |
| Виталий Гребенников            | третий скоморох                                            |
| Олег Заболотный                | приказчик                                                  |
| Дмитрий Мартынов               | беспризорник                                               |
| Карина Иванова                 | эпизод                                                     |

## Съёмки
Съемки проходили на Русском Севере в Музее-заповеднике древнерусского зодчества «Малые Корелы» в селе Малые Карелы (под Архангельском), несколько эпизодов снято на берегу Белого моря в Северодвинске.
При этом, критикой отмечалось, что «Природа выступает не только фоном действия, но порою вырастает и до самостоятельного образа».
«Поле боя» снималось под деревней Лявля на берегу реки Лявля (правый приток Северной Двины), а в роли «33 богатырей» выступали местные пограничники из казармы Восстания в Архангельске.

## Критика
«Лесная царевна» поражает зрителя с первых кадров, с первых звуков: заявка на красочность, сочность, какую-то удивительную широту и наполненность кадра, на многоёмкий звук. Картина удалась, и потому, что этот жанр сегодня – редкость, и потому, что мы обрели наконец настоящий фильм для семейного просмотра.— Владимир Портнов - бывший главный редактором журнала «Внешкольник», главный редактор журнала «Студенчество. Диалоги о воспитании», статья-рецензия на фильм в «Литературной газете»

Замечательная сказка с незабываемой музыкой студии «Soundramа» стала результатом упорной работы Владимира Панкова и его коллег, которые очень много бродили по селам и весям, собирали фольклор и искали новые музыкальные инструменты. Поэтому это не только сказка, но и исследование нашего прошлого через призму народных сказаний. Самым примечательным персонажем можно считать кота Баюна, который очень нетипично выглядит для российского кино.— Кино-театр.ру

«Лесная царевна» – это, прежде всего, попытка осовременить, воскресить, русский эпос для юного зрителя. За лубочным фасадом в стиле Роу скрывается динамичный и даже мистический сюжет одной из самых странных народных сказок «Пойди туда – не знаю куда».— Виктор Илюхин

Мы признаемся в ошибке. Когда наш журнал начал акцию «Верните детям сказку», в которой мы пытаемся поставить вопрос о возрождении российского детского кино, мы утверждали, что вот уже 20 лет ни одного фильма для малышей у нас не появлялось. Но, как выяснилось, это совсем не так. Был, оказывается, фильм и вышел он сравнительно недавно (снят в 2004 году), а вышел на экраны в 2005. И называется он «Лесная царевна».— Редакция журнала «Вундеркинд»

## Призы и фестивали
- Гран-При — VII Международный кинофестиваль для детей «Сказка», 2005 (Москва).
- Гран-При на Международном фестивале для детей и юношества «Filmak», 2005 (Чехия).
- Второй приз на Международном фестивале «Московская премьера», 2005 (Москва).
- Номинант кинофестиваля для детей и юношества «Schlingel», 2005 (Германия).[6]
- Благодарность Администрации Президента РФ за вклад в развитие детского киноискусства.